# Iryanthera coriacea
Iryanthera coriacea là một loài thực vật có hoa trong họ Myristicaceae. Loài này được Ducke mô tả khoa học đầu tiên năm 1936.